# Saint-Gingolph (Svizzera)
Saint-Gingolph (toponimo francese) è un comune svizzero di 905 abitanti del Canton Vallese, nel distretto di Monthey.

## Geografia fisica

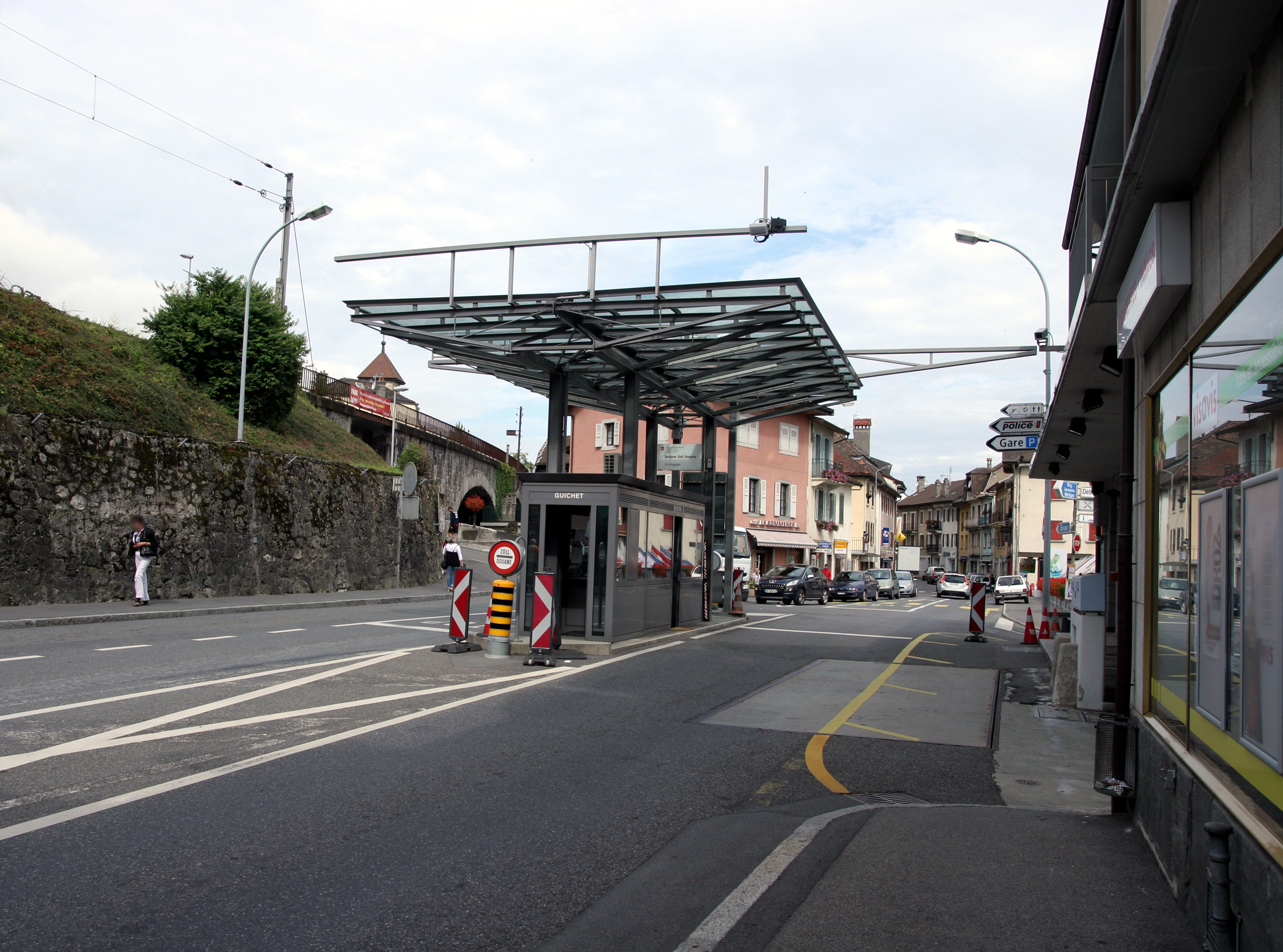
Il valico di frontiera di Saint-Gingolph

Saint-Gingolph si affaccia sul Lago di Ginevra. Forma un unico paese, di circa 1 700 abitanti, con l'omonimo comune francese, dal quale è diviso dal torrente Morge.

## Monumenti e luoghi d'interesse
- Chiesa parrocchiale di San Gingolfo, dipendente dalla diocesi francese di Annecy[1].

## Società

### Evoluzione demografica
L'evoluzione demografica è riportata nella seguente tabella:
Abitanti censiti

## Infrastrutture e trasporti

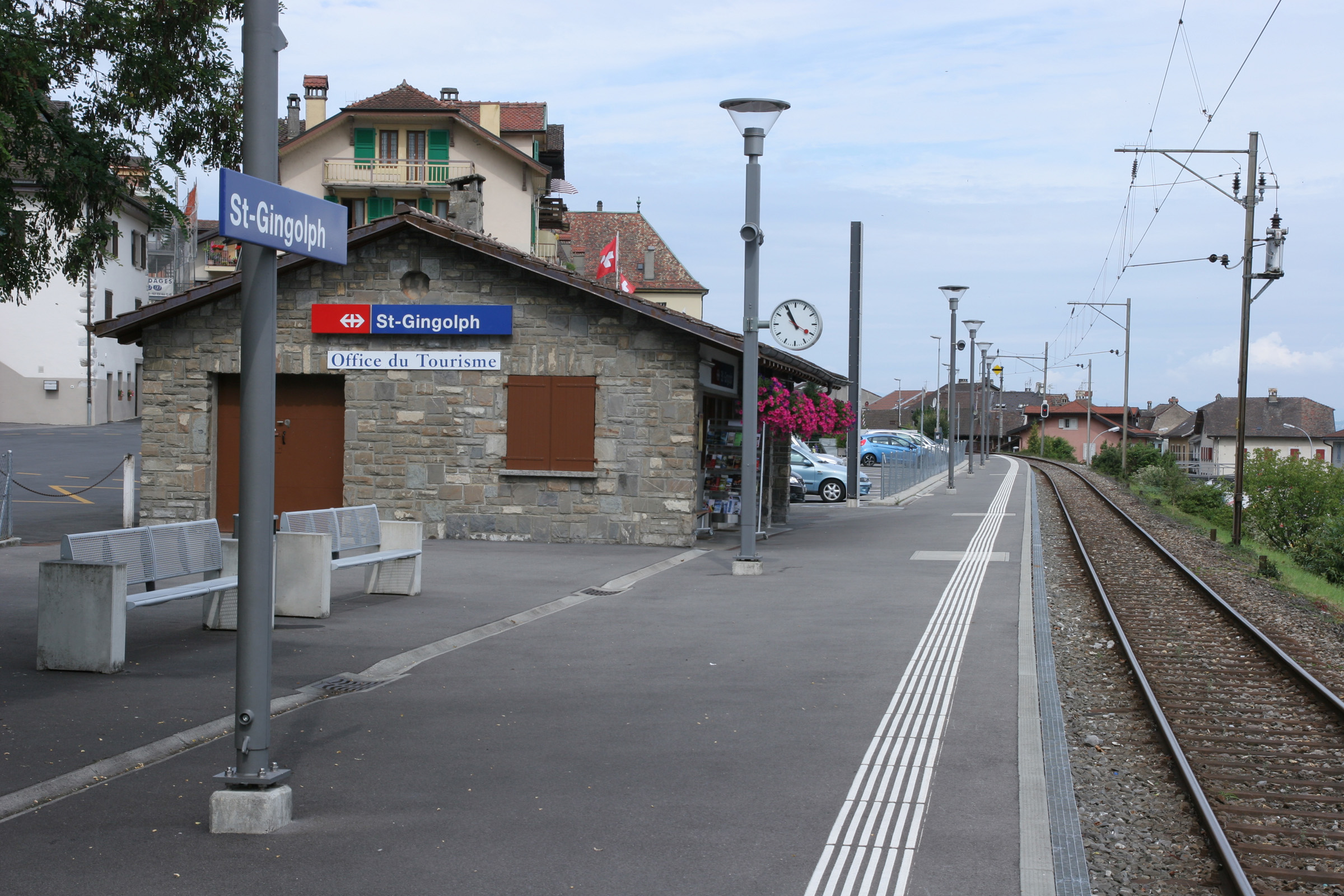
La stazione di Saint-Gingolph

Saint-Gingolph è servito dall'omonima stazione, sulla ferrovia Saint-Gingolph-Saint-Maurice.

## Amministrazione
Ogni famiglia originaria del luogo fa parte del cosiddetto comune patriziale e ha la responsabilità della manutenzione di ogni bene ricadente all'interno dei confini del comune.